# 現川焼

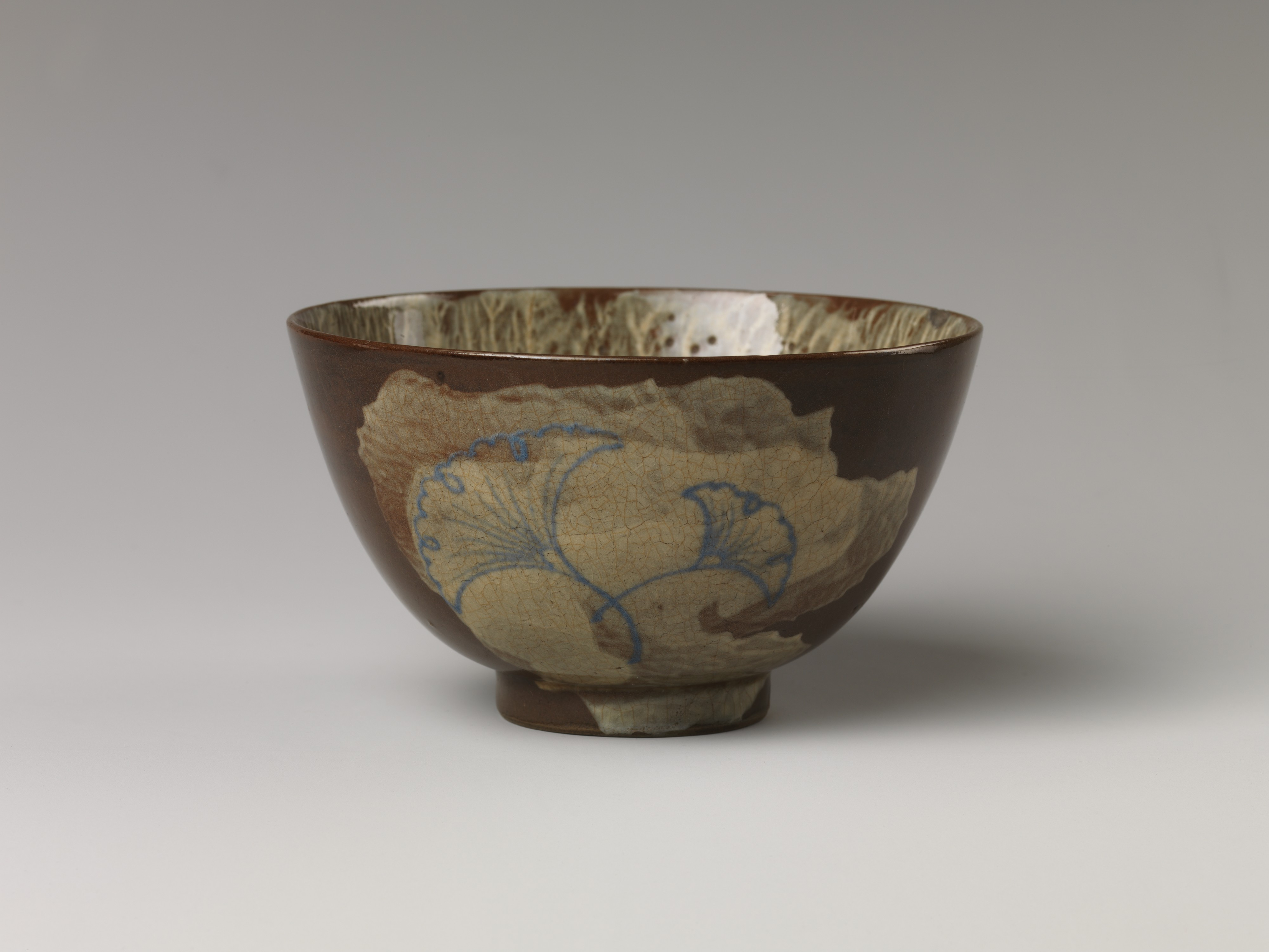
茶碗 メトロポリタン美術館蔵

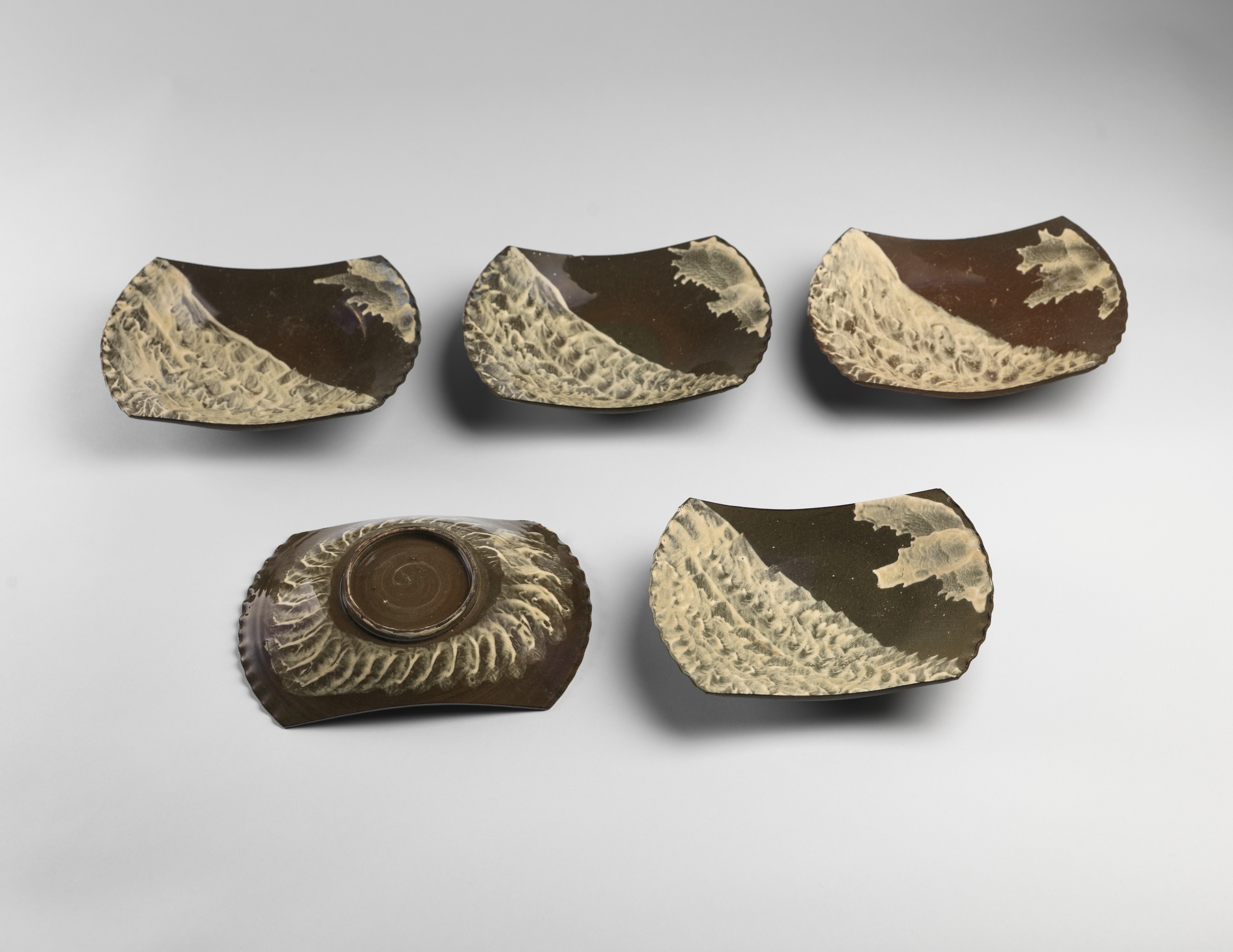
現川波文舟形皿 メトロポリタン美術館蔵

現川焼（うつつがわやき）は長崎県にて焼かれた陶器。1691年（元禄4年）から1748年（寛延元年）頃までの約60年間焼き継がれた。

## 概要
諫早家『日新記』の記録によれば、1691年（元禄4年）に同家被官田中刑部左衛門が職務を退き、二男甚内を伴って開窯したという。鉄分の濃い粘土、各種の化粧刷毛目、舟形・隅切などの大胆な器形、四季折々を描いた図柄の合致した姿は「西の仁清」「刷毛目文様の極致」と賞賛された。現川焼陶窯跡には、1704年（宝永元年）に建てられた窯観音があり、現川焼の創始者である田中宗悦・同甚内・重富茂兵衛等にかかわる銘が刻まれている。廃窯後、1895年～1903年に馬場藤太夫、1897年頃に檀野勝次が再興したが長く続かなかった。
その後、第12代横石臥牛が技法と様式の再現に成功し、第13代横石臥牛がその質を高め、これにより第12代および第13代横石臥牛は長崎県無形文化財（佐世保）の指定を受けている。